# جان كيفن أوغستين
جان كيفن أوغستين (بالفرنسية: Jean-Kévin Augustin)‏ لاعب كرة قدم فرنسي يلعب مهاجم في فريق باريس سان جيرمان.

## روابط خارجية
- جان كيفن أوغستين على موقع الاتحاد الأوربي (الإنجليزية)
- جان كيفن أوغستين على موقع إي إس بي إن إف سي (الإنجليزية)
- جان كيفن أوغستين على موقع قاعدة بيانات كرة القدم.إي يو (الإنجليزية)
- جان كيفن أوغستين على موقع ليكيب (الفرنسية)
- جان كيفن أوغستين على موقع Soccerbase.com (لاعب) (الإنجليزية)
- جان كيفن أوغستين على موقع Soccerway.com (الإنجليزية)
- جان كيفن أوغستين على موقع عالم كرة القدم.نت (الإنجليزية)
- جان كيفن أوغستين على موقع كووورة
- جان كيفن أوغستين على موقع AS.com (الإسبانية)